# Ryō Germain
Ryō Germain (jap. ジャーメイン 良, Germain Ryō; * 19. April 1995 in Atsugi, Präfektur Kanagawa) ist ein japanischer Fußballspieler.

## Karriere
Ryō Germain erlernte das Fußballspielen in den Jugendmannschaften von Nanmori FC und FC Atsugi, in der Schulmannschaft der Ryutsu Keizai University Kashiwa High School sowie in der Universitätsmannschaft der Ryūtsū-Keizai-Universität. Von Juli 2017 bis Januar 2018 wurde er von der Universität an Vegalta Sendai ausgeliehen. Der Verein aus Sendai spielte in der höchsten Liga des Landes, der J1 League. Nach der Ausleihe wurde er von dem Erstligisten 2018 fest verpflichtet. 2018 stand er mit Sendai im Finale des Kaiserpokals. Das Finale verlor man mit 0:1 gegen den Erstligisten Urawa Red Diamonds. Für Sendai stand er 51-mal in der ersten Liga auf dem Spielfeld. Im Januar 2021 unterschrieb er einen Vertrag beim Ligakonkurrenten Yokohama FC. Am Ende der Saison 2021 belegte er mit dem Verein aus Yokohama den letzten Tabellenplatz und musste somit in die zweite Liga absteigen. Nach dem Abstieg verließ er Yokohama und wechselte zum Erstligaaufsteiger Júbilo Iwata nach Iwata. Am Ende der Saison 2022 musste er mit dem Verein als Tabellenletzter in die zweite Liga absteigen. 2023 gelang ihm mit dem Verein als Vizemeister der zweiten Liga der direkte Wiederaufstieg in die erste Liga. Am Ende der Saison 2024 belegte er mit Júbilo den 18. Tabellenplatz und musste somit in die zweite Liga absteigen. Nach dem Abstieg verließ er den Verein und schloss sich im Januar 2025 dem Erstligisten Sanfrecce Hiroshima an. Am 8. Februar 2025 gewann er mit Sanfrecce Hiroshima den japanischen Supercup. Das Spiel gegen den Meister Vissel Kōbe gewann man mit 2:0.

## Erfolge
Vegalta Sendai
- Japanischer Pokalfinalist: 2018

Júbilo Iwata
- Japanischer Zweitligavizemeister: 2023

Sanfrecce Hiroshima
- Japanischer Supercup-Sieger: 2025